# David Abercromby
David Abercromby (Scozia, ... – 1701) è stato un medico, filosofo e teologo scozzese.

## Biografia
Ricevette una formazione cattolica a Douai, presso una scuola tenuta da gesuiti.
La sua notorietà come medico gli deriva soprattutto dall'opera Tuta ac efficax luis venereae saepe absque mercurio ac semper absque salivatione mercuriali curando methodus, scritta nel 1684, che fu tradotta in francese, olandese e tedesco. Scrisse anche una De pulsus variatione nel 1685 e l'Ars explorandi medicas facultates plantarum ex solo sapore nel 1688; nel 1687 apparvero i suoi Opuscula. La sua opera medica è ricordata nella Bibliotheca Medicinae Pract. del von Haller, pubblicata nel 1779.
Scrisse alcuni libri di teologia e filosofia, che fecero scalpore, ma sono oggi pressoché dimenticati. Nel 1682 si convertì dal cattolicesimo al protestantesimo e pubblicò nel 1686 il Protestancy proved Safer than Popery. Ma la sua opera maggiore in campo filosofico è A Discourse of Wit (Un discorso dello spirito) del 1685, che contiene alcune tipiche tesi della filosofia scozzese del senso comune, cui seguirono l'Academia Scientiarum e Reasons Why A Protestant Should not Turn Papist, nel 1687, e A Moral Discourse of the Power of Interest nel 1690, dedicato a Robert Boyle. 